# Неарх
Неарх (око 360. п. н. е. - 300. п. н. е.) је био македонски војсковођа из периода ратова Александра Македонског. Познат је по својој поморској експедицији од Карачија до Сузе којом је доказао постојање поморског пута између Индије и Месопотамије.

## Експедиција
Неархова експедиција је позната у детаље захваљујући Неарховом брижљиво вођеном дневнику. У њему је записивао све појединости експедиције. Дневник је послужио Аријану као главни извор за његову књигу о Индији. Експедиција је имала задатак да пронађе поморски пут између Индије и Персијског залива, испита заливе и острва у близини обале и утврди да ли тамо има насеља или лука. Неарх је оставио прецизне податке о удаљености између лука, о изгледу и обичајима варварских народа на које је наишао, флори и фауни... Пловидба је трајала 80 дана. Неарх је кренуо из луке Карачи. На обалама је становништво било малобројно и безопасно. Македонци су само два пута принуђени да се боре. Експедиција је кроз мореуз Ормуз упловила у Персијски залив. Тиме је доказала постојање поморког пута између Месопотамије и Индије.